# ALIMO
ALIMO（ありも、1977年5月28日 - ）は、現在、日本在住の現代美術作家、アニメーション作家。

## 来歴
本名は有持旭。山口県出身。現在、愛知県立芸術大学教授。東京藝術大学大学院博士後期課程を修了し学術の博士号を取得。
多摩美術大学で油画を専攻し若林奮に師事し主にインスタレーションや絵画を制作するが中退した。その後、私立大学病院での医療カメラマンや広告代理店でのカメラマンとしての職を経て、イメージフォーラム付属映像研究所の一期生としてアニメーションを制作し始めた。2004年、卒業制作として初めて制作したアニメーション作品が東京コンペ#1で日比野克彦賞を受賞している。2作目の作品「A WHITE HOUSE IS FAR」が第11回広島国際アニメーションフェスティバルの特別プログラム「現代日本のアニメーション」で上映された。4作目の「リーゾー」は国内だけではなく海外のギャラリーなどでも上映され、2008年に第11回岡本太郎現代芸術賞で特別賞を受賞する。同年、インドのバンガロールにあるメディアアート系の大学へ短期留学する。そしてインドでの経験を作品プランとして持ち帰り、岐阜県立国際情報科学芸術アカデミー (IAMAS) の卒業制作作品として発表。2009年にその5作目の作品で第12回岡本太郎現代芸術賞に2年連続で出品した。2012年東京藝術大学大学院映像研究科のアニメーション専攻を修了した後、エストニアへ渡欧し活動拠点を移した。エストニアではエストニア芸術アカデミーで客員研究員として所属し、エストニアのアニメーション作家プリート・パルンに師事していた。その後2014年に国際芸術センター青森のアーティスト・イン・レジデンスに招聘されたことがきっかけとなり、現在は日本で作家活動をしている。アニメーション作品が目立つが、コンテンポラリーアート（現代美術）の文脈においてアニメーションを発表している作家と言える。

## 主な作品
- 園 | Garden（2004年）
- A WHITE HOUSE IS FAR | A WHITE HOUSE IS FAR（2005年）
- Chandelier | Chandelier（2006年）
- リーゾー | LEE ZO（2007年）
- notice Bhim | notice Bhim（2008年）
- 人の島 | Island of Man（2011年）
- 開かれた遊び、忘れる眼 | Open Play, Forgetting Eye（2012年)
- WHITE （2013年)
- WHITE No.2 （2013年)
- ＜星空と犬の散歩＞に基づく音楽のためのアニメーション | Animation for music based on "starry sky and dog walk"（2014年)
- 変奏：＜爆心地・8/6・犬の散歩＞に基づく音楽のためのアニメーション | Variation: Animation for music based on "ground zero, 6th August and dog walk"（2016年)
- 黄色い雨 | Yallow Rain（2017年)
- 並んだLAND | Juxtaposed LAND（2023年）

## 主な活動歴
- 「東京コンペ#1」・丸ビル/東京(2004年)
- 「第11回広島国際アニメーションフェスティバル」・アステールプラザ/広島（2006年）
- 「Move on Asia 2007」・Gallery Loop/ソウル（2007年）
- 「第11回岡本太郎現代芸術賞展」・川崎市岡本太郎美術館/神奈川（2008年）
- 「第12回岡本太郎現代芸術賞展」・川崎市岡本太郎美術館/神奈川（2009年）
- 「動く絵展」・SKIPシティ彩の国ビジュアルプラザ/埼玉（2011年）
- 「Animated Dreams 2011」・タリン/エストニア（2012年）
- 「イメージフォーラム・フェスティバル2012」（2012年）
- 「ザグレブ国際アニメーション映画祭2012」・ザグレブ/クロアチア（2012年）
- 「バンクーバー国際映画祭2012」・バンクーバー/カナダ（2012年）
- 「Animated Dreams 2012」・タリン/エストニア（2012年）
- 「アニログ国際アニメーション映画祭2012」・ブダペスト/ハンガリー（2012年）
- 「イスタンブールアニメーション映画祭2012」・イスタンブール/トルコ（2012年）
- 「エチューダ＆アニマ国際映画祭 2012」・クラクフ/ポーランド（2012年）
- 「Fest Anca」・ジリナ/スロバキア（2013年）
- 「Video Art Festival Miden」・カラマタ/ギリシャ（2013年）
- 「Animation goes MSU」・ザグレブ現代美術館/クロアチア（2014年）
- 「Folkestone Biennale Fringe: UNLOCKING THE DIARY」・フォルクストン/イギリス（2014年）
- 「マテリアルとメカニズム」・国際芸術センター青森/青森（2014年）
- 「18th DOMANI・明日展」・国立新美術館/東京（2015年）
- 「ポーラミュージアムアネックス2016」・Pola Museum Annex/東京（2016年）
- 「＜爆心地・8/6・犬の散歩＞に基づく音楽のためのアニメーション」・旧日本銀行広島支店ギャラリー/広島（2016年）
- 「オランダ・アニメーション映画祭2016」・ユトレヒト/オランダ（2016年）
- 「大地に立って／空を見上げて－風景のなかの現代作家」   群県館林美術館　(2016年)